# Karla Stoefs
Karla Stoefs (Brussel, 1963) is een Belgisch schrijfster van kinderboeken.

## Leven
De schrijfster groeide op in Brussel in een groot nest. Ze koos ervoor om toegepaste economie te studeren en kwam terecht in de informaticawereld waar ze op 1 april 1988 haar carrière begon bij Polydata, de IT-dochter van Philips België. Ze begon tijdens haar studies met schrijven om zo het strakke, binaire wereldje van haar beroep even los te laten. Naast kinder- en jeugdboeken schrijft ze ook toneel en kortverhalen.

## Werk
Stoefs debuteerde in 2004 met Voor altijd bij jou, waar ze meteen de Kinder- en Jeugdjuryprijs mee won. Het boek over de jonge Hannah die zich moet aanpassen aan haar vreemde familie, zet meteen de toon voor de rest van haar carrière. Ze maakt ook toneel- en kortverhalen en in 2005 werd haar reisverslag over Marokko gepubliceerd.
Ze schrijft vaak verhalen over kinderen die anders zijn of problemen hebben en hun uitweg zoeken in dromen en fantasie. Dat is ook zo bij De verzwegen brief, een verhaal over de kleine Lotte die plots haar hele leven ziet veranderen als haar eigen paradijs begint af te brokkelen. De auteur roept met haar verhalen belangrijke vragen op die de lezers niet onberoerd laten. Ze creëert getypeerde personages die net daardoor levensecht aanvoelen.

## Bekroningen
- 2005: Kinder- en Jeugdjury Vlaanderen (KJV) voor Voor altijd bij jou